# Андреевский, Степан Семёнович
Степа́н Семёнович Андре́евский (1760—1818) — врач, с 16 ноября 1811 — астраханский губернатор, действительный статский советник.

## Биография

### Ранние годы
Родился в местечке Салтыкова Девица, Нежинского уезда, Черниговской губернии, где отец его был священником.
Окончив курс в Киевской духовной академии, перешёл в местную духовную академию, откуда, по вызову от правительства, в 1778 г. поступил лекарским учеником в Кронштадтский военный госпиталь. Затем был переведён в Санкт-Петербургский генеральный сухопутный госпиталь.

### Медицинская деятельность
В 1781 г. назначен подлекарем Черниговского легко-конного полка. Состоя в этой должности, он занялся исследованием губернии в санитарном отношении, результатом чего явилось медико-топографическое описание с указанием причин антисанитарных условий и способов их устранения. Этот замечательный по своёму времени труд, под заглавием «Обсерваций», Андреевский представил в медицинскую коллегию.
В 1786 г. назначен штаб-лекарем Санкт-Петербургского сухопутного госпиталя.
В том же году направлен медицинской коллегией Сената в Уфимскую губернию (в частности, в Челябинск) во главе экспедиции для изучения вспышки неизвестной болезни. Имея дело с совершенно неизученною болезнью, Андреевский занялся исследованием топографическим, произвел более 200 вскрытий трупов человеческих и животных, изучая патологические изменения, и, наконец, для изучения действия яда, сам себе привил язвенную материю, взятую от зараженного человека. Болезнь получила название сибирской язвы. Результатом исследований явился классический труд его «О сибирской язве», до сих пор не потерявший значения. Результаты изучения опубликованы в 1796 году в книге «Краткое описание сибирской язвы…».
В 1792 г. новый президент медицинской коллегии граф Васильев, искавший себе деятельных и честных помощников для задуманных им реформ медицинского дела в России, выхлопотал назначение Андреевского членом медицинской коллегии. С первых же дней своей новой службы Андреевский взялся за поднятие научного уровня русского медицинского образования и проектировал ряд мер, увеличивавших строгость приёмных и выпускных экзаменов и значительно расширявших клинические занятия. Способствовал более правильной постановке медицинского дела в России: добился уничтожения подлекарского звания, составил карантинный устав и инструкцию врачебным управам, управлял Экспедицией экономии медицинской коллегии, а по упразднении её собрал разные остатки, увеличив ими инвентари разных хирургических учреждений.
В 1794 г. Андреевский по поручению главного директора медицинской коллегии посетил все врачебные ботанические сады России и довел их до такого совершенства, что уже два года спустя многие медицинские растения, которые прежде выписывались из-за границы, пополнялись медицинским ведомством из собственных врачебных ботанических садов.
Андреевскому принадлежит идея учреждения медико-хирургической академии в Санкт-Петербурге. Он следил за её постройкой и в 1804-1808 гг. был её первым директором.

### Административная деятельность
В 1807 г. Андреевский покинул академию, а также свою специальность, и перешёл на службу в Министерство финансов.
В дальнейшем был вице-губернатором Гродно и Киева.
С 16 ноября 1811-1818 гг. был астраханским губернатором. Умер 19 декабря 1818 года в Астрахани.

## Награды
22 сентября 1795 г. награждён Орденом Святого Владимира 4 степени.
2 марта 1806 г. награждён Орденом Святой Анны 2 степени.

## Память

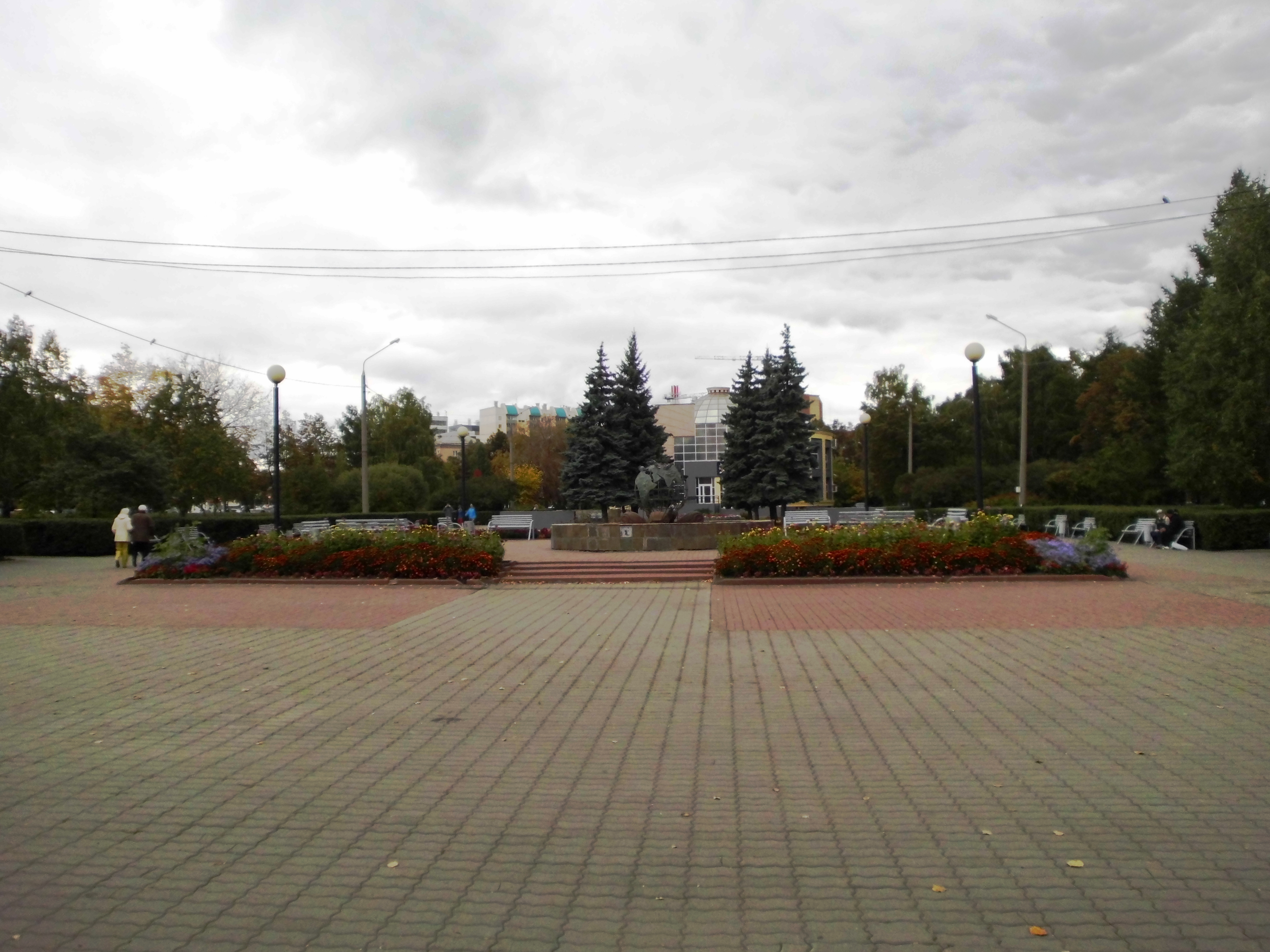
Сквер им. С. С. Андреевского в городе Челябинске

В Челябинске на пересечении улиц Доватора и Воровского расположен сквер, названный в честь С. С. Андреевского. Территориально сквер находится в районе города, неофициально называемом Медгородок. Непосредственно рядом со сквером расположены общежития и стоматологическая клиника Южно-Уральского государственного медицинского университета, станция переливания крови ФМБА в г. Челябинске, Челябинский областной клинический противотуберкулёзный диспансер.
В шаговой доступности находятся Дорожная клиническая больница (многопрофильный медицинский центр ОАО «РЖД»), Южно-Уральский государственный медицинский университет, Областная станция переливания крови, Уральский научно-практический центр радиационной медицины, Челябинская областная клиническая больница, Областная детская клиническая больница, Челябинский областной клинический центр онкологии и ядерной медицины, Областная детская туберкулёзная больница, Челябинский областной клинический кожно-венерологический диспансер, Городской кожно-венерологический диспансер № 3, Городская клиническая больница № 1, поликлиника ГКБ № 1, Челябинский базовый медицинский колледж.